# آندریاس کومودیکیس
آندریاس کومودیکیس (یونانی: Ανδρέας Κωμοδίκης؛ زادهٔ ۲ ژوئن ۱۹۹۷) بازیکن فوتبال است.